# 萊夫利 (密蘇里州)
萊夫利（英語：Lively）是位於美國密蘇里州本頓縣的非建制地區。

## 歷史
萊夫利的郵局於1900年設立，其後於1913年停運。

## 地理
萊夫利所處的海拔為高於海平面204米（即669英呎），而該地所採用的時區為UTC-6，即北美中部時區（CST）。同時該地設有夏令時間，為UTC-6調快一小時，即UTC-5（CDT）。